# Bubaris carcisis
Bubaris carcisis är en svampdjursart som beskrevs av Jean Vacelet 1969. Bubaris carcisis ingår i släktet Bubaris och familjen Bubaridae. Inga underarter finns listade i Catalogue of Life.